# Schafberg und Nüssenberg bei Zscheiplitz
Schafberg und Nüssenberg bei Zscheiplitz bezeichnet ein FFH-Gebiet in der Gemeinde Gleina und den Städten Laucha an der Unstrut und Freyburg (Unstrut) im Burgenlandkreis in Sachsen-Anhalt.

## Allgemeines
Das FFH-Gebiet ist circa 216 Hektar groß (beim Bundesamt für Naturschutz ist die Größe mit 211 Hektar angegeben). Es überlagert sich mit dem Landschaftsschutzgebiet „Unstrut-Triasland“ und umfasst die Naturdenkmale „Klinge Westhang“, „Klinge Waldsaum“, „Klinge Hochfläche“, „Ehemaliger Muschelkalksteinbruch unterhalb Müncheroda“ und „Adonishang auf dem Schafberg – Weischütz“. Es ist durch die Landesverordnung zur Unterschutzstellung der Natura 2000-Gebiete im Land Sachsen-Anhalt (N2000-LVO LSA) seit dem 21. Dezember 2018 rechtlich gesichert. Zuständige untere Naturschutzbehörde ist der Burgenlandkreis.

## Beschreibung
Das FFH-Gebiet liegt nordwestlich von Naumburg (Saale) im Naturpark Saale-Unstrut-Triasland. Es umfasst steil zum Unstruttal abfallende Muschelkalkhänge der Querfurter Platte. Die Hänge werden von teilweise verbuschten Trockenrasen sowie von Wäldern eingenommen.
Die Trockenrasen sind als artenreiche Blaugras-, Erdseggen- und Furchschwingel-Fiederzwenken-Rasen ausgebildet. Hier siedeln unter anderem Graues Sonnenröschen, Hügelmeier, Hufeisenklee, Frühlings- und Sandfingerkraut, Gelbe und Graue Skabiose, Edel- und Berggamander, Breitblättriger und Frühblühender Thymian, Berglauch, Sichelblättriges Hasenohr, Gemeiner Steinquendel, Astlose Graslilie, Badener Rispengras, Pferdesesel, Zottiger Spitzkiel, Großblütige Braunelle, Aufrechter Ziest, Goldaster, Pfriemengras, Kleine Wiesenraute und Erdsegge. Die Trockenrasen beherbergen auch Vorkommen des Gelben Frauenschuhs. Weitere vorkommende Orchideenarten sind Männliches Knabenkraut, Blasses Knabenkraut, Dreizähniges Knabenkraut, Helmknabenkraut, Purpurknabenkraut, Braunrote Stendelwurz, Bienenragwurz, Fliegenragwurz, Spinnenragwurz und Mückenhändelwurz. Neben den Trockenrasen sind auch als Magere Flachland-Mähwiesen ausgebildete Grünlandgesellschaften mit Glatthafer, Wiesenpippau, Wilder Möhre, Wiesenlabkraut, Pastinak, Wiesenrispengras und Rasenschmiele ausgebildet. Weiterhin sind auf Kalkschutthalden Perlgrasfluren unter anderem mit Siebenbürgischem Perlgras und Traubengamander sowie Felsspaltvegetation mit Wimperperlgras, Mauerraute, Mildem Mauerpfeffer und Gänsesterbe zu finden.
Die Wälder sind teilweise als Labkraut-Eichen-Hainbuchenwälder ausgebildet. Sie sind aus Nieder- und Hutewäldern hervorgegangen und werden vielfach von Hainbuche dominiert. Dazu gesellt sich die Traubeneiche als Überhälter. In der Strauchschicht stockt viel Hasel, die Krautschicht wird von Waldveilchen, Maiglöckchen, Vielblütiger Weißwurz, Zweiblättriges Schattenblümchen, Nesselblättriger Glockenblume, Verschiedenblättrigem Schwingel, Dunklem Lungenkraut, Haselwurz, Goldnessel, Frühlingsplatterbse, Türkenbundlilie, Echter Schlüsselblume, Sanikel, Diptam, Bleichem und Langblättrigem Waldvöglein und Braunroter Stendelwurz gebildet.
Die Offenbereiche sind Lebensraum der Zauneidechse. Weiterhin beherbergen sie verschiedene Käferarten, darunter Achselfleckiger Nachtläufer, Blauer Bartläufer, Herzhals-Haarschnellläufer, Plumper Schnellläufer und Trockenrasen-Stumpfzangenläufer sowie die Heuschrecke Rotflügelige Ödlandschrecke. Das FFH-Gebiet ist auch Lebensraum für verschiedene Fledermausarten, darunter Großes Mausohr, Großer Abendsegler, Braunes Langohr, Mopsfledermaus, Bechsteinfledermaus, Breitflügelfledermaus, Kleine Bartfledermaus, Kleine Hufeisennase, Nymphenfledermaus und Zwergfledermaus.
Das Gebiet ist größtenteils von landwirtschaftlichen Nutzflächen umgeben.